# نادي بانيك هورنا
نادي بانيك هورنا (بالسلوفاكية: FC Baník Prievidza)‏ هو نادي كرة قدم سلوفاكي تأسس في 2011 ، يقع مقره الرئيسي في بريفيدزا.

## وصلات خارجية
- الموقع الرسمي